# 五大洋集体自杀事件
五大洋集体自杀事件（韓語：오대양 집단 자살 사건）是1987年8月29日發生在韓國京畿道龍仁市一間工藝品廠「五大洋」的集體自殺事件，造成32人死亡。
「五大洋」創辦人朴順子據傳年輕時曾生了一場大病，后来莫名奇妙痊癒，她認為是自己信教後得到「救贖」，因此開始進入救援派。
1984年，「五大洋」经营斐然，并逐漸擴展營業規模，朴順子買下大田、京畿道龍仁的許多工廠，甚至還併吞了當地幼稚園與養老院。朴順子時常對孤兒洗腦：「你們沒有家人，只有我才是你們的母親！」
1986年，朴順子投資日本電子產品公司失败。她將員工與其配偶分配在狹小的房間，命令他們禁慾，並禁止外出。此外，她規定信徒互相監控，每天互相反省、懺悔。
事件發生前，朴順子命令員工借了高達170億韓元的款項。如果有債主討債，就命令員工集體毆打債主。因此在集體自殺事件爆發前，「五大洋」就曾受到社會關注。
1987年8月29日，一名員工到龍仁的工廠巡視，发现朴順子與31名員工已经死在龍仁工廠的天花板。警方尚未釐清此次事件是集體自殺、還是因為債務的關係而引起的他殺。
2023年Netflix影集《以神之名：信仰的背叛》第四集〈五大洋、上帝與32具遺體〉記述該事件經過。

## 资料来源
1. ↑  . 華僑日報第一張第三頁. 1987年8月30日  [2023年7月18日]. （原始内容存档于2023年7月18日）.（繁體中文）
2. ↑  . 大公報第二張第七版. 1987年8月30日  [2023年7月18日]. （原始内容存档于2023年7月18日）.（繁體中文）
3. ↑  . 華僑日報第一張第四頁. 1987年8月31日  [2023年7月19日]. （原始内容存档于2023年7月19日）.（繁體中文）
4. ↑  . hk.apple.nextmedia.com. 2014-07-22  [2014-07-30]. （原始内容存档于2016-12-19）.